# Szilas József
Szilas József, született Stern József Edvin (Budapest, 1910. december 25. – 1943 körül) magyar vágó.

## Élete
Apja, Stern Gusztáv Ármin (1882–1942) esernyőkészítő és kereskedő, anyja Grósz Mária (1880–1966) volt. Testvére Szilas Erzsébet felvételvezető. 
Felesége Perényi Margit volt, akit 1938. május 1-jén Budapesten, a Józsefvárosban vett nőül.
1938-ig sokat foglalkoztatott film-összeállító volt. A filmiparból származása miatt kellett távoznia. 1939-ben még a Filmkamara tagja volt. 1943. január 18-án munkaszolgálatosként eltűnt. Felesége Budapesten élte túl a holokausztot.

## Filmjei
- Rákóczi induló (1933)
- Ida regénye (1934)
- Lila akác (1934)
- Emmy (1934)
- Ez a villa eladó (1935)
- Címzett ismeretlen (1935)
- Barátságos arcot kérek! (1935)
- Légy jó mindhalálig (1936)
- Én voltam (1936)
- Szenzáció! (1936)
- Az aranyember (1936)
- Hetenként egyszer láthatom (1937)
- Az én lányom nem olyan (1937)
- Segítség, örököltem! (1937)
- A 111-es (1937)
- Tokaji rapszódia (1937)
- Egy lány elindul (1937)
- Pillanatnyi pénzzavar (1937-38)
- Döntő pillanat (1938)
- Megvédtem egy asszonyt (1938)
- Süt a nap (1938)